# 38. Primetime Emmy-gála
A 38. Primetime Emmy-gála során az 1985 és 1986 között főműsoridőben bemutatott, amerikai televíziós programokat értékelték. A jelölteket az Academy of Television Arts & Sciences választotta ki. A Los Angeles-i Pasadena Civic Auditoriumben tartott ceremóniát az NBC tűzte műsorra 1986. szeptember 21-én. A műsor házigazdái David Letterman és Shelley Long voltak. A ceremónia során Lettermen tisztelgett Grant Tinker előtt, aki akkor hagyta ott az NBC vezetői pozícióját, mivel az akkori anyacégét, az RCA-t felvásárolta a General Electric. Szintén a gálán adta át Lucille Ball a Governors' Awardot Red Skeltonnak, aki köszönőbeszédében elmondta, hogy nagyon hiányzott neki a tévében szereplés a 16 éves visszavonulása alatt.

## Győztesek és jelöltek
A nyertesek félkövérrel jelölve.

### Műsorok
| Legjobb vígjátéksorozat | Legjobb drámasorozat |
| --- | --- |
| - Öreglányok (NBC) - Cheers (NBC) - Cosby (NBC) - Családi kötelékek (NBC) - Kate & Allie (CBS) | - Cagney és Lacey (CBS) - Zsarublues (NBC) - A simlis és a szende (ABC) - Gyilkos sorok (CBS) - Egy kórház magánélete (NBC)         |
| Legjobb tévéfilm | Legjobb minisorozat |
| - Love Is Never Silent (NBC) - Amos (CBS) - Az ügynök halála (CBS) - Korai tél (NBC) - Mrs. Delafield Wants to Marry (CBS) | - Nagy Péter (NBC) - Dress Gray (NBC) - The Long Hot Summer (NBC) - Lord Mountbatten: The Last Viceroy (PBS) - Sasok repülése (NBC) |
| Legjobb varietésorozat vagy különkiadás | |
| - The Kennedy Center Honors: A Celebration of the Performing Arts (CBS) - 40. Tony-gála (CBS) - AFI Life Achievement Award: A Tribute to Billy Wilder (NBC) - Late Night with David Letterman (NBC) - The Tonight Show Starring Johnny Carson (NBC) | |

### Színészek

#### Főszereplők
| Legjobb férfi főszereplő (vígjátéksorozat) | Legjobb női főszereplő (vígjátéksorozat) |
| --- | --- |
| - Michael J. Fox (Alex P. Keaton) - Családi kötelékek (NBC) (Epizód: "The Real Thing") - Harry Anderson (Harry T. Stone) - Night Court (NBC) (Epizód: "The Wheels of Justice") - Ted Danson (Sam Malone) - Cheers (NBC) - Bob Newhart (Dick Loudon) - Newhart (CBS) - Jack Warden (Harrison Fox Sr.) - Crazy Like a Fox (CBS) | - Betty White (Rose Nylund) - Öreglányok (NBC) (Epizód: "Rose ágyának titka") - Bea Arthur (Dorothy Zbornak) - Öreglányok (NBC) (Epizód: "Szerelmi háromszög") - Shelley Long (Diane Chambers) - Cheers (NBC) - Rue McClanahan (Blanche Devereaux) - Öreglányok (NBC) (Epizód: "Találkozás") - Phylicia Rashad (Clair Huxtable) - Cosby (NBC) (Epizód: "Cliff In Love") |
| Legjobb férfi főszereplő (drámasorozat) | Legjobb női főszereplő (drámasorozat) |
| - William Daniels (Dr. Mark Craig) - Egy kórház magánélete (NBC) (Epizód: "Haunted") - Ed Flanders (Dr. Donald Westphall) - Egy kórház magánélete (NBC) - Tom Selleck (Thomas Magnum) - Magnum (CBS) - Bruce Willis (David Addison Jr.) - A simlis és a szende (ABC) - Edward Woodward (Robert McCall) - The Equalizer (CBS)  | - Sharon Gless (Christine Cagney) - Cagney és Lacey (CBS) (Epizód: "The Gimp") - Tyne Daly (Mary Beth Lacey) - Cagney és Lacey (CBS) - Angela Lansbury (Jessica Fletcher) - Gyilkos sorok (CBS) - Cybill Shepherd (Madelyn Hayes) - A simlis és a szende (ABC) - Alfre Woodard (Dr. Roxanne Turner) - Egy kórház magánélete (NBC)                                       |
| Legjobb férfi főszereplő (minisorozat vagy különkiadás) | Legjobb női főszereplő (minisorozat vagy különkiadás) |
| - Dustin Hoffman (Willy Loman) - Az ügynök halála (CBS) - Kirk Douglas (Amos Lasher) - Amos (CBS) - Ben Gazzara (Nick Pierson) - Korai tél (NBC) - John Lithgow (Kendall Laird) - Resting Place (CBS) - Aidan Quinn (Michael Pierson) - Korai tél (NBC)                                                                       | - Marlo Thomas (Marie Balter) - Nobody's Child (CBS) - Katharine Hepburn (Margaret Delafield) - Mrs. Delafield Wants to Marry (CBS) - Vanessa Redgrave (Richard Radley, Renee Richards) - Second Serve (CBS) - Gena Rowlands (Katherine Pierson) - Korai tél (NBC) - Mare Winningham (Margaret Ryder) - Love Is Never Silent (NBC)                                      |

#### Mellékszereplők
| Legjobb férfi mellékszereplő (vígjátéksorozat) | Legjobb női mellékszereplő (vígjátéksorozat) |
| --- | --- |
| - John Larroquette (Dan Fielding) - Night Court (NBC) (Epizód: "Best of Friends") - Tom Poston (Clayton George Utley) - Newhart (CBS) - John Ratzenberger (Cliff Clavin) - Cheers (NBC) - Malcolm-Jamal Warner (Theo Huxtable) - Cosby (NBC) - George Wendt (Norm Peterson) - Cheers (NBC)              | - Rhea Perlman (Carla Tortelli) - Cheers (NBC) - Justine Bateman (Mallory Keaton) - Családi kötelékek (NBC) - Lisa Bonet (Denise Huxtable) - Cosby (NBC) - Julia Duffy (Stephanie Vanderkellen) - Newhart (CBS) - Estelle Getty (Sophia Petrillo) - Öreglányok (NBC) - Keshia Knight Pulliam (Rudy Huxtable) - Cosby (NBC) |
| Legjobb férfi mellékszereplő (drámasorozat) | Legjobb női mellékszereplő (drámasorozat) |
| - John Karlen (Harvey Lacey) - Cagney és Lacey (CBS) (Epizód: "Mothers and Sons") - Ed Begley Jr. (Dr. Victor Ehrlich) - Egy kórház magánélete (NBC) - John Hillerman (Higgins) - Magnum (CBS) - Edward James Olmos (Martin Castillo) - Miami Vice (NBC) - Bruce Weitz (Mick Belker) - Zsarublues (NBC) | - Bonnie Bartlett (Ellen Craig) - Egy kórház magánélete (NBC) (Epizód: "Haunted") - Allyce Beasley (Agnes DiPesto) - A simlis és a szende (ABC) - Christina Pickles (Helen Rosenthal) - Egy kórház magánélete (NBC) - Betty Thomas (Lucille Bates) - Zsarublues (NBC)                                                      |
| Legjobb férfi mellékszereplő (minisorozat vagy különkiadás) | Legjobb női mellékszereplő (minisorozat vagy különkiadás) |
| - John Malkovich (Biff Loman) - Az ügynök halála (CBS) - Charles Durning (Charley) - Az ügynök halála (CBS) - John Glover (Victor DiMato) - Korai tél (NBC) - Harold Gould (Dr. Marvin Elias) - Mrs. Delafield Wants to Marry (CBS) - Pat Morita (Tommy Tanaka) - Amos (CBS)                            | - Colleen Dewhurst (Barbara Petherton) - Between Two Women (ABC) - Phyllis Frelich (Janice Ryder) - Love Is Never Silent (NBC) - Dorothy McGuire (Hester Farrell) - Amos (CBS) - Vanessa Redgrave (Sophia) - Nagy Péter (NBC) - Sylvia Sidney (Beatrice McKenna) - Korai tél (NBC)                                         |

#### Vendégszereplők
| Legjobb vendégszínész (vígjátéksorozat) | Legjobb vendégszínész (drámasorozat) |
| --- | --- |
| - Roscoe Lee Browne (Barnabus Foster) - Cosby (NBC) (Epizód: "The Card Game") - Earle Hyman (Russell Huxtable) - Cosby (NBC) (Epizód: "Happy Anniversary") - Danny Kaye (Dr. Burns) - Cosby (NBC) (Epizód: "The Dentist") - Clarice Taylor (Anna Huxtable) - Cosby (NBC) (Epizód: "Happy Anniversary") - Stevie Wonder (Önmaga) - Cosby (NBC) (Epizód: "A Touch of Wonder") | - John Lithgow (John Walters) - Amazing Stories (NBC) (Epizód: "The Doll") - Whoopi Goldberg (Camille) - A simlis és a szende (ABC) (Epizód: "Camille") - Edward Herrmann (McCabe) - Egy kórház magánélete (NBC) (Epizód: "Time Heals, Part 2") - Peggy McCay (Mrs. Carruthers) - Cagney és Lacey (CBS) (Epizód: "Mothers and Sons") - James Stacy (Ted Peters) - Cagney és Lacey (CBS) (Epizód: "The Gimp") |

#### Egyedülálló alakítások
| Legjobb egyedülálló alakítás varieté vagy zenés műsorban |
| --- |
| - Whitney Houston – 28. Grammy-gála (CBS) - Debbie Allen – An All-Star Celebration Honoring Martin Luther King Jr. (NBC) - Patti LaBelle – Great Performances: "Sylvia Fine Kaye's Musical Comedy Tonight III" (PBS) - Jon Lovitz – Saturday Night Live (NBC) - Sarah Vaughan – 28. Grammy-gála (CBS) - Stevie Wonder – An All-Star Celebration Honoring Martin Luther King Jr. (NBC) |

### Rendezők
| Legjobb rendező (vígjátéksorozat) | Legjobb rendező (drámasorozat) |
| --- | --- |
| - Cosby (NBC) (Epizód: "Denise's Friend") – Jay Sandrich - Cheers (NBC) (Epizód: "Szerelmi háromszög") – James Burrows - Öreglányok (NBC) (Epizód: "Szívbaj") – Jim Drake - Öreglányok (NBC) (Epizód: "Egy kis románc") – Terry Hughes - Kate & Allie (CBS) (Epizód: "Chip's Friend") – Bill Persky | - Cagney és Lacey (CBS) (Epizód: "Parting Shots") – Georg Stanford Brown - Amazing Stories (NBC) (Epizód: "The Mission") – Steven Spielberg - Zsarublues (NBC) (Epizód: "Two Easy Pieces") – Gabrielle Beaumont - A simlis és a szende (ABC) (Epizód: "Gyilkosság a Flamingó-öböl mulatóban") – Peter Werner - A simlis és a szende (ABC) (Epizód: "Biztos fogadás") – Will Mackenzie |
| Legjobb rendező (varietésorozat vagy különkiadás) | Legjobb rendező (minisorozat vagy különkiadás) |
| - Copacabana (CBS) – Waris Hussein - 58. Oscar-gála (ABC) – Marty Pasetta - Great Performances: "The Gospel at Colonus" (PBS) – Kirk Browning - Neil Diamond... Hello Again (CBS) – Dwight Hemion                                                                                                   | - Love Is Never Silent (NBC) – Joseph Sargent - Az ügynök halála (CBS) – Volker Schlöndorff - Korai tél (NBC) – John Erman - Raymond Graham kivégzése (ABC) – Daniel Petrie - Resting Place (CBS) – John Korty |

### Forgatókönyvírók
| Legjobb forgatókönyv (vígjátéksorozat) | Legjobb forgatókönyv (drámasorozat) |
| --- | --- |
| - Öreglányok (NBC) (Epizód: "Egy kis románc") – Mort Nathan, Barry Fanaro - Cheers (NBC) (Epizód: "Túl szép, hogy igaz legyen") – Peter Casey, David Lee - Cosby (NBC) (Epizód: "Denise's Friend") – John Markus - Cosby (NBC) (Epizód: "Theo's Holiday") – John Markus, Carmen Finestra, Matt Williams - Családi kötelékek (NBC) (Epizód: "The Real Thing, Part II") – Michael J. Weithorn - Öreglányok (NBC) (Epizód: "Pilot") – Susan Harris | - Egy kórház magánélete (NBC) (Epizód: "Time Heals") – John Tinker, Tom Fontana, John Masius - Zsarublues (NBC) (Epizód: "What Are Friends For?") – Dick Wolf - A simlis és a szende (ABC) (Epizód: "Gyilkosság a Flamingó-öböl mulatóban") – Debra Frank, Carl Sautter - A simlis és a szende (ABC) (Epizód: "Közjáték karácsony előtt") – Glenn Gordon Caron - Egy kórház magánélete (NBC) (Epizód: "Haunted") – John Masius, Tom Fontana, John Tinker, Charles H. Eglee, Channing Gibson |
| Legjobb forgatókönyv (varietésorozat vagy különkiadás) | Legjobb forgatókönyv (minisorozat vagy különkiadás) |
| - Late Night with David Letterman Fourth Anniversary Special (NBC) - 40. Tony-gála (CBS) - AFI Life Achievement Award: A Tribute to Billy Wilder (NBC) - Great Performances: "Sylvia Fine Kaye's Musical Comedy Tonight III" (PBS) - The Tonight Show Starring Johnny Carson (NBC) | - Korai tél (NBC) – Sherman Yellen, Ron Cowen, Daniel Lipman - Lord Mountbatten: The Last Viceroy (PBS) – David Butler - Alex: The Life of a Child (ABC) – Carol Evan McKeand, Nigel McKeand - Anna (PBS) (Epizód: "1. rész") – Kevin Sullivan, Joe Wiesenfeld - Dress Gray (NBC) (Epizód: "Part I") – Gore Vidal - Love Is Never Silent (NBC) – Darlene Craviotto |

## Fordítás
- Ez a szócikk részben vagy egészben  a(z)   38th Primetime Emmy Awards című angol Wikipédia-szócikk fordításán alapul.  Az eredeti cikk szerkesztőit annak laptörténete sorolja fel. Ez a jelzés csupán a megfogalmazás eredetét és a szerzői jogokat jelzi, nem szolgál a cikkben szereplő információk forrásmegjelöléseként.